# Dal egy agyonvert fiúért
A Dal egy agyonvert fiúért (Song for a Raggy Boy) 2003-as filmdráma, amely az írországi vallásos iskolarendszer borzalmait fejti ki. A történet alapja egy igaz történet, a forgatókönyv Patrick Galvin memoárja alapján készült. A történet 1939-ben, egy írországi vallásos korrekciós intézetben, a St.Jude-ban játszódik.
A film egyik központi témája a fasizmus elleni harc, illetve a szabadság. A szabadság a szó minden lehetséges értelmében, legyen az szólásszabadság, a gondolatok szabadsága vagy akár az egyén személyes szabadsága.
A filmet Dániában 2003. augusztus 22-én mutatták be, ezt vesszük a világpremiernek, annak ellenére, hogy az Amerikai Egyesült Államokban már 2003. január 19-én volt a bemutató. Magyarországon 2005. május 4-én mutatták be.

## Cselekmény
A spanyol polgárháborúból hazatérő Franklin énektanárként helyezkedik el a keresztény szerzetesek által irányított St. Jude Fiúiskolában. Megdöbbenve tapasztalja a rengeteg kegyetlenséget és brutalitást, amely az intézmény falai között, a nevelés álcája alatt történik. Franklin írni és olvasni tanítja a rábízott gyerekeket. Kollégái nem nézik jó szemmel a ténykedését, mert szabad gondolkodásra, a tudás szeretetére neveli a fiúkat, és ez a lehető legveszélyesebb az intézmény rendjére nézve.

## Szereplők
| Szerep           | Színész        | Magyar hang    |
| ---------------- | -------------- | -------------- |
| William Franklin | Aidan Quinn    | Lux Ádám       |
| John atya        | Iain Glen      | Epres Attila   |
| Mac atya         | Marc Warren    | Czvetkó Sándor |
| Tom atya         | Dudley Sutton  | Makay Sándor   |
| Damian atya      | Alan Devlin    | Kristóf Tibor  |
| Whelan atya      | Stuart Graham  |                |
| Liam Mercier     | John Travers   | Baráth István  |
| Patrick Delaney  | Chris Newman   |                |
| Gerard Peters    | Andrew Simpson |                |

### Magyar változat
- Főcím: Vadász Ágnes
- Magyar szöveg: Asztalos József
- Hangmérnök: Johannis Vilmos
- Vágó: Göblyös Attila
- Gyártásvezető: Kincses Tamás
- Szinkronrendező: Pócsik Ildikó
- Produkciós vezető: Végh Ödön

A szinkront az HBO készítette el.